# Pedro Martínez Calvillo
Pedro Martínez Calvillo (s. m. siglo XIII - c. 1341), lugarteniente del adelantamiento mayor del reino de Murcia y noble castellano al servicio de Don Juan Manuel, señor de Villena.

## Biografía
En 1305 fue uno de los representantes castellanos que asistió a las negociaciones de Torellas con la Corona aragonesa. Además, ejerció de lugarteniente del adelantado mayor de Murcia Diego García de Toledo y asistió como procurador de Murcia a las Cortes de Palencia de 1313. En esta y en las de 1307, 1308 y 1325 aparece como afecto de su señor, Juan Manuel.
El 4 de septiembre de 1318 el rey Alfonso XI de Castilla le concedió autorización para que fundara un mayorazgo sobre Alguazas de Cotillas y Benahendin. En 1325 ocupó el cargo de alcaide de Lorca, que ostentaría hasta 1341. El 16 de diciembre de 1327 Juan Manuel le escribió a él para que firmase una alianza con el reino nazarí de Granada, que tenía como objetivo derrocar al monarca castellano. Pasada la revuelta, en mayo y junio de 1334, Calvillo pedía desde Lorca al rey de Aragón ayuda para contener a las tropas marroquíes y granadinas.
Volvió a ejercer como lugarteniente del adelantamiento de Murcia hacia 1337 o 1338. Por esos años se encargó de colaborar con los aragoneses, el obispo de Cartagena y Pedro López de Ayala en la tarea de contener a los moros en la frontera murciana.  Murió cerca de 1341.

## Descendencia
Tuvo a Fernán Pérez Calvillo, II señor de Cotillas, lugarteniente del adelantamiento murciano gracias a su participación petrista en la batalla de Nájera; y a Isabel Fernández Calvillo, que casó con Juan Alonso Carrillo, III señor de Priego.